# Passaportes do Vaticano e Santa Sé

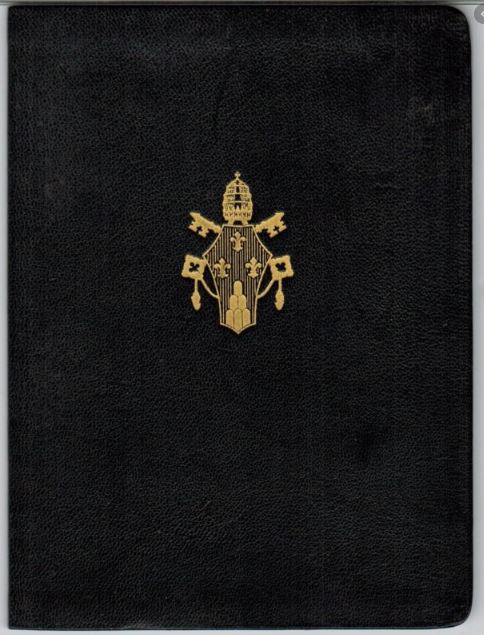
Passaporte do Vaticano com o brasão de armas do Papa Paulo VI

Um passaporte do Vaticano é um passaporte emitido pela Santa Sé ou pelo Estado da Cidade do Vaticano. O Estado pode emitir passaportes normais para seus cidadãos; a Santa Sé (consultar status legal da Santa Sé) emite passaportes pessoais, diplomáticos e de serviço.
Dos cerca de 800 residentes da Cidade do Vaticano, mais de 450 têm cidadania vaticana. Isso inclui os cerca de 135 guardas suíços. Aproximadamente o mesmo número de cidadãos do Estado vive em vários países, principalmente no serviço diplomático da Santa Sé.
A lei do Estado da Cidade do Vaticano sobre cidadania, residência e acesso, que foi promulgada em 22 de fevereiro de 2011, classifica os cidadãos em três categorias:
1. Cardeais residentes na Cidade do Vaticano ou em Roma;
2. Diplomatas da Santa Sé;
3. Pessoas que residem na Cidade do Vaticano por causa de seu cargo ou serviço.[2]

Somente para a terceira categoria é necessária uma concessão real de cidadania.
Os passaportes diplomáticos da Santa Sé, e não os passaportes do Estado do Vaticano, são mantidos por aqueles que fazem parte do serviço diplomático da Santa Sé.
Os passaportes da Cidade do Vaticano são emitidos para cidadãos do Estado que não estão a serviço da Santa Sé.
Os passaportes emitidos pela Cidade do Vaticano são em italiano, francês e inglês, e os emitidos pela Santa Sé são em latim, francês e inglês.